# 長谷川健太
長谷川健太（Hasegawa Kenta, 1965年9月25日—），日本職業足球員，前日本國家足球隊成員。

## 日本國家足球隊
从1989年到1995年，他共为日本國家足球隊出场27次，打进4球。

## 教練生涯
長谷川健太在2013年被任命为J2联赛大阪钢巴俱乐部的主教練。该俱乐部在2013年赢得了冠军，并被提升到J1联赛。在2014年，该俱乐部赢得了日本的所有三个主要冠军；J1联赛，J.League杯和天皇杯。他还被选为J.League年度最佳主教練奖。2015年，俱乐部获得了天皇杯的冠军以及J1联赛和J联赛杯的第二名。他在2017年赛季结束时辞职了。
2018年起，他開始成為FC東京的主教練。

## 流行文化
長谷川健太與《櫻桃小丸子》作者櫻桃子是清水市立入江小学校的同學。在該漫畫中更有長谷川健太的角色。長谷川又透露與櫻桃子的家人早有淵源，「因為我母親與他的父親也曾經是同級同學呢」。

## 成績
| 日本國家足球隊 | 日本國家足球隊 | 日本國家足球隊 |
| 年             | 出場           | 入球           |
| -------------- | -------------- | -------------- |
| 1989           | 11             | 2              |
| 1990           | 6              | 1              |
| 1991           | 0              | 0              |
| 1992           | 0              | 0              |
| 1993           | 5              | 0              |
| 1994           | 2              | 0              |
| 1995           | 3              | 1              |
| 總和           | 27             | 4              |

## 外部連結
- National Football Teams （页面存档备份，存于）
- Japan National Football Team Database